# Hermann Josef Abs
Pour les articles homonymes, voir Abs.
Hermann Josef Abs, né le 15 octobre 1901 à Bonn et mort le 5 février 1994 à Bad Soden am Taunus, était un banquier et collectionneur d'œuvres d'art allemand. Après la Seconde Guerre mondiale, il fut président de la Deutsche Bank (1957-1967) et, proche conseiller de Konrad Adenauer, contribua à la reconstruction de l'économie allemande.

## Biographie
Hermann Joseph Abs, fils de l'avocat Joseph Abs et de son épouse Catherine, a grandi dans une famille strictement catholique. Son grand-père avait été avocat et notaire à Bonn, ce qui l'avait conduit à être conseiller à la cour royale prussienne, et il disposait de relations au parti centriste catholique et dans l'économie rhénane du lignite.
Après le baccalauréat au lycée (humaniste) de Bonn, l'actuel lycée Ernst-Moritz-Arndt, Abs termina une théorie bancaire à la banque privée de Bonn Louis David, et commença des études de sciences économiques et de droit à l'université de Bonn. Mais il les interrompit en 1921 après un semestre, parce que sa famille ne pouvait plus les financer, pour travailler jusqu'en 1923 à la banque privée Delbrück, de Heydt & Co à Cologne. Après cela, il travailla, à chaque fois pour de courtes périodes, dans des banques à Amsterdam, en Angleterre, aux États-Unis et en Amérique Latine comme marchand de devises.
En 1928, Abs épousa Inez Schnitzler, issue d'une famille estimée de Cologne. Tous deux allèrent ensuite pour quelques mois en France et en Espagne, avant qu'Abs prenne en 1928 son activité à la banque Rhodius Koenigs Handel-Maatschappij à Amsterdam.

## La Deutsche Bank et le Troisième Reich
Il est élu au bureau de la présidence de la Deutsche Bank de 1938 à 1945, aux côtés de 44 autres administrateurs représentant les grandes compagnies allemandes dont IG Farben. En 1946, il est arrêté par les Alliés ; cependant, il est libéré après l'intervention des Britanniques au bout de trois mois, les cours de justice, dans le cadre de la dénazification, abandonnent alors toutes les charges à son égard,. 
En 2013, une enquête, menée par Adam LeBor, revient sur son rôle dans l'Allemagne nazie, et le qualifie de « cheville ouvrière du pillage à l'échelle du continent ».

## La Deutsche Bank dans l'Allemagne d'après guerre
Il est de 1957 à 1967 porte-parole du conseil d'administration et de 1967 à 1976 président du conseil de surveillance de la Deutsche Bank AG.

## Autres activités
De 1968 à 1971 il est membre du Comité central des catholiques allemands (ZdK).